# Hymn do Bałtyku
"Hymn do Bałtyku" – polska pieśń hymniczna poświęcona Morzu Bałtyckiemu.
Utwór powstał w 1919, w związku z odzyskaniem przez Polskę niepodległości i uzyskaniem otwartego dostępu do morza - Bałtyku. Autorem słów jest Stanisław Rybka-Marius, natomiast melodię napisał Feliks Nowowiejski. Hymn odgrywa ważną rolę w tradycji polskiej Marynarki Wojennej. Jest jedną z najważniejszych pieśni na Wybrzeżu, wykonywaną zazwyczaj podczas ważnych uroczystości państwowych i wojskowych.